# Андрій III Венецієць
Андрій (Андраш) III Венецієць (угор. III. (Velencei) András/Endre, хорв. Andrija III., словац. Ondrej III.; 1265 — 14 січня 1301) — останній король Угорщини та Хорватії (1290—1301) з династії Арпадів. По смерті 10 липня 1290 року Ласло IV Куна головна гілка династії Арпадів обірвалася. Андрій, що мав більше всіх прав на угорський престол, онук Андрія II, син його посмертного сина Стефана Постума, герцога Славонії, був коронований.

## Ранні роки
Андрій народився у Венеції близько 1265 року. Його матір'ю була Томазіна зі знатної венеційської сім'ї Морозіні. Після смерті батька (1272) Андрій був відданий на виховання своїм венеційським родичам.
У 1278 Іван Кьосегі, аристократ, який заволодів в умовах феодальної анархії декількома фортецями у західній частині Угорщини, запросив його до себе. Прибувши в королівство, Андрій пред'явив свої претензії на герцогство Славонія, але король Ласло IV Половець відмовив йому. Після цієї невдачі Андрій повернувся до Венеції.
На початку 1290 року Кьосегі та архієпископ Естергомський Лодомер, який відлучив короля Ласло IV від церкви, знову запросили Андрія в Угорщину, але цього разу запропонували йому корону. Андрій прийняв пропозицію, проте був заарештований угорським дворянином Арнольдом Хаготом і переданий їм герцогу Альбрехту I Австрійському.

## Король Угорщини
10 липня 1290 року бездітний король Ласло IV Половець був убитий своїми ж половецькими союзниками, і, таким чином, основна гілка династії Арпадів обірвалася. Андрій, отримавши інформацію про смерть короля, втік з Відня і прибув до Естергома, де архієпископ Лодомер увінчав його короною Святого Іштвана 23 липня 1290 року. Після коронації з'їзд «прелатів, баронів і дворян» в Обуді уповноважив нового короля переглянути дарування свого попередника. Водночас Андрій III спішно одружився з польською принцесою Фененною Куявською.
Весь період правління Андрія III пройшов у боротьбі за владу з представниками угорської знаті, яка оскаржувала законність його обрання. Його батько, Стефан Постум, був оголошений своїми братами бастардом, тому новий король відразу зіткнувся з низкою претендентів на трон. 31 серпня 1290 року імператор Рудольф I, який вважав Угорщину частиною Священної Римської імперії, висунув на угорський престол свого сина, герцога Альбрехта I Австрійського. Якийсь польський авантюрист, який оголосив себе Андрієм Славонским, молодшим братом короля Ласло IV Половця, заявив свої претензії на трон, але його військо було розбите прихильниками Андрія III. У квітні 1291 року королева Марія Арпад Неаполітанська, сестра убитого короля, також оголосила про свої домагання на корону. Пізніше вона передала ці домагання синові, Карлу Мартелу Анжуйскому, а після його смерті (1295) — онукові Карлу Роберту.
На початку 1291 року Андрій III відвідав східну частину свого королівства, де вельможі Ораді і Дьюлафехервара присягнули йому. Після цього він повів свою армію проти Австрії і домігся успіху. Герцог Альбрехт I просив про мир, і, згідно з договором, укладеним 26 серпня 1291 року в Хайнбурзі, відмовився від претензій на угорську корону. Для компенсації Андрій III зобов'язався зруйнувати кілька дрібних фортець, що належали клану Кьосегі, на кордоні двох країн. Слідом за цим Міклош Кьосегі повстав проти короля в союзі з родами Бабонічей і Франкопан, прихильниками королеви Неаполя. Король спробував придушити повстання, але він був узятий у полон Міклошем Кьосегі й змушений заплатити викуп, щоб повернути собі свободу.
У 1293 році Андрій III запросив свою матір Томазіну Морозіні в Угорщину. Вона успішно провела переговори з декількома бунтівними баронами (Хенриком Кьосегі, Стефаном Драгутином), які в підсумку визнали владу її сина. У 1294—1295 роках Андрій III з матір'ю провели кілька кампаній проти прихильників Карла Мартела Анжуйського.
Після смерті його першої дружини 6 лютого 1296 року Андрій III одружився з Агнесою Австрійською, дочкою герцога Альбрехта I Австрійського. Згодом за підтримки тестя він зумів придушити повстання Міклоша Кьосегі та Матьяша III Чака і зайняти замки Кесег і Пожонь. У 1298 році Андрій III підтримав повстання свого тестя проти короля Німеччини Адольфа.
З усім тим, Андрію III так і не вдалося укріпити свої позиції в Угорщині, оскільки непокірні барони перебували під захистом найбільших магнатів королівства — Міклоша Кьосегі, Матьяша Чака і Ласло Кана. Крім того, новий архієпископ Естергомський, Дьордь Бісейк, призначений папою Бенедиктом VIII в 1298 році, підтримав домагання неаполітанських претендентів. Хоча з'їзд «прелатів і дворян, саксонців і половців», що відбувся в серпні 1298 року в Пешті, знову підтвердив повноваження Андрія III, архієпископ почав організовувати в середовищі священнослужителів партію прихильників неаполітанця Карла Роберта. Коли наступного року архієпископ відкрито відмовився з'явитися на з'їзд, король вилучив його маєтки.
У серпні 1300 року Карл Роберт висадився в Спліті й зайняв Загреб за підтримки своїх хорватських прихильників. Андрій III був позбавлений можливості завдати у відповідь удар через раптову смерть своєї матері, а потім раптово помер сам. Він був похований у Буді.
Зі смертю Андрія III 14 січня 1301 року закінчилося перебування на угорській троні династії Арпадів. Один з його сучасників назвав його «останньою золотою гілкою дерева Арпадів». На трон зійшов Карл Роберт, представник Анжу-Сицилійського Дому.

## Шлюби та діти
- 19 серпня / 24 вересня 1290: Фененна Куявська (бл. 1276 — бл. 1295), дочка князя Земомисла Куявського
  - дочка Єлизавета Тьосс (1292 — 6 травня 1338), черниця домініканського монастиря в Тьоссе (Швейцарія)
- 13 лютого 1296: Агнеса Австрійська (18 травня 1281 — 10 червня 1364), дочка Альбрехта I, короля Німеччини